# Joachim Betz (Manager)
Joachim Wolfgang Betz (* 4. Februar 1948 in Bad Mergentheim) ist ein deutscher Mikrobiologe und Manager.

## Leben
Betz studierte Biologie und Chemie an der Universität Frankfurt. Die beiden Staatsexamen legte er 1972 und 1974 ab. Danach war er als Wissenschaftlicher Assistent am Klinikum der Universität Frankfurt tätig. Während dieser Zeit bereitete er seine Promotion zum Dr. phil. nat. im Hauptfach Biochemie vor. Von 1976 bis 1979 forschte er am Battelle-Institut im Bereich des Krebs-Prescreenings und von 1979 bis 1980 war er als Expert Consultant im Bereich Maligne Marker am National Cancer Institute in Bethesda (USA).
Er kehrte 1980 nach Deutschland zurück und trat in den Dienst der Hoechst AG. Dort übernahm er im Bereich der Pharma-Forschung verschiedene leitende Aufgaben. 1990 wurde er Mitglied des Gesamt- und des Sprecherausschusses der Hoechst AG und 1993 zu dessen Vorsitzenden gewählt. Von 1997 bis 2009 war er Mitglied des Aufsichtsrats der Hoechst Marion Roussel (ab 2000 Aventis Pharma Deutschland GmbH), von 1998 bis 2009 Mitglied des Aufsichtsrats der Hoechst AG und von 2000 bis 2004 Mitglied des Aufsichtsrats der Aventis S.A. in Straßburg.
Er trat 1980 in den VAA ein und rückte 1997 in dessen Bundesvorstand auf. Von 1999 bis 2003 war er Erster Vorsitzender des VAA und  von 2003 bis 2008 Zweiter Vorsitzender. Von 2005 bis 2008 sowie von 2009 bis 2011 war er Präsident des Deutschen Führungskräfteverbandes (ULA).

## Ehrungen
- 2010: Verdienstkreuz am Bande der Bundesrepublik Deutschland